# Demmerik (buurtschap)
Demmerik is een buurtschap en straatnaam in de gemeente De Ronde Venen, in de provincie Utrecht. Het ligt tussen Vinkeveen en Donkereind.
In de nabijheid bevinden zich de Demmerikse Brug, de Demmerikse sluis en het gemaal "De Ruyter".
De nederzetting is ontstaan tijdens de Grote Ontginning in de Middeleeuwen en heette toen Denemarken.
Demmerik was in de 19e eeuw ook de naam van een waterschap.

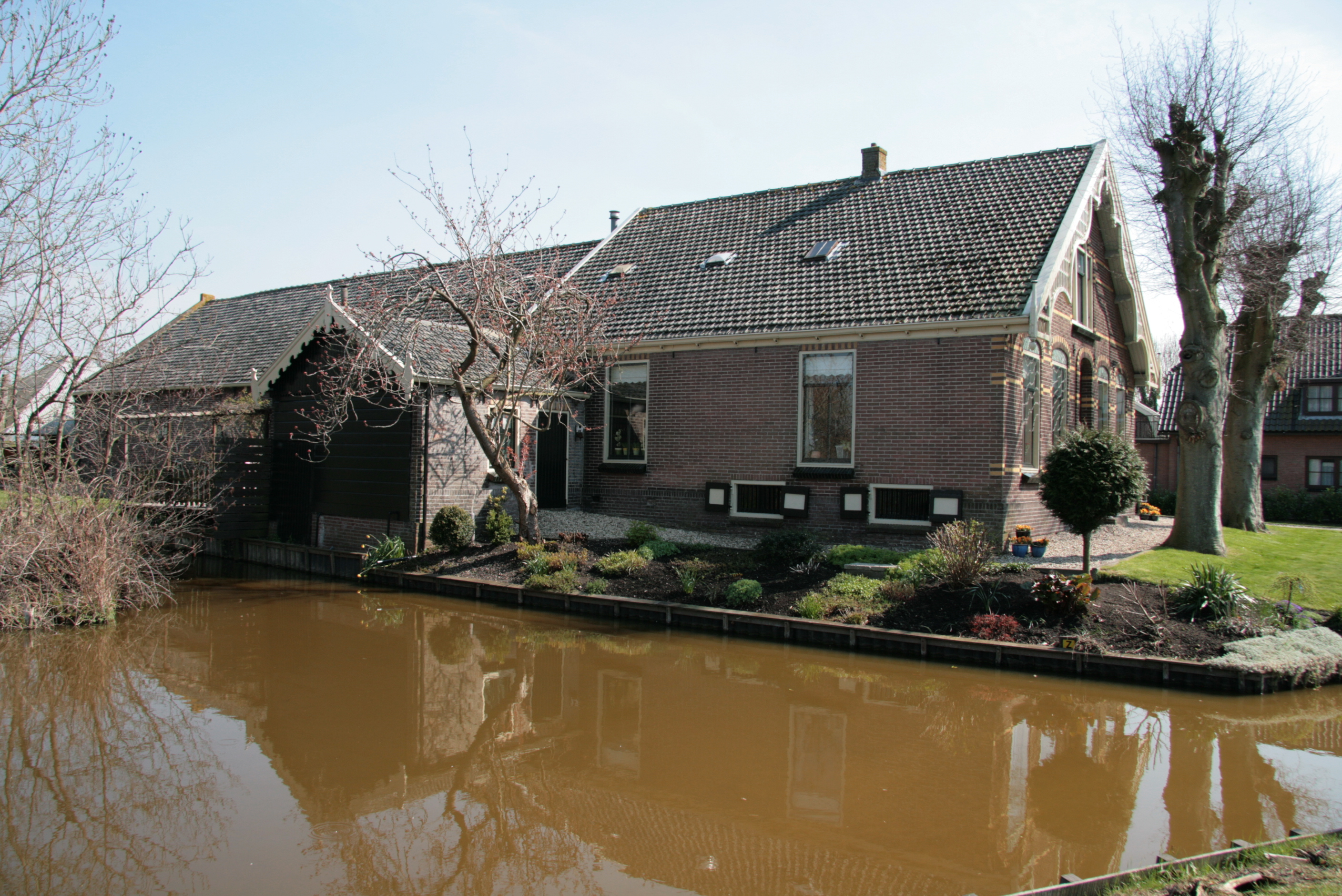
Demmerik 55, langhuisboerderij

Dorpen: Abcoude · Amstelhoek · Baambrugge · De Hoef · Mijdrecht · Vinkeveen · Waverveen · Wilnis

Buurtschappen: Aan de Zuwe · Achterbos · Baambrugse Zuwe · Botshol · Demmerik · Donkereind · Geer · Gemaal · Groenlandsekade · Kromme Mijdrecht · Mennonietenbuurt · Nessersluis · Stokkelaarsbrug · Vinkenkade

Utrecht · Plaatsen in de provincie      Nederland · Provincies · Gemeenten